# Tlemcen
Tlemcen (/tlɛmˈsɛn/; (arabsko تلمسان, latinizirano: Tilimsān) je drugo največje mesto v severozahodni Alžiriji za Oranom in je glavno mesto province Tlemcen. Mesto ima razvito industrijo usnja, preprog in tekstila, ki jih izvaža skozi pristanišče Rachgoun. Po popisu leta 2008 je imelo 140.158 prebivalcev.
Mesto, nekdanja prestolnica osrednjega Magreba, je mešanica berberskih, arabskih, Āndaluzijskih, osmanskih in zahodnih vplivov. Iz tega mozaika vplivov je mesto dobilo naziv prestolnice andaluzijske umetnosti v Alžiriji. Mestu pripisujejo različne naslove, vključno z 'biserom Magreba', 'afriško Granado' in 'medino Zahoda'.

## Etimologija
Ime Tlemcen (Tilimsān) je dal zajanidski kralj Yaghmurasen Ibn Zyan. Ena možna etimologija je, da izhaja iz berberske besede tilmas, ki pomeni 'izvir, vodna luknja' ali iz kombinacije berberskih besed tala ('vodnjak'), predloga m- in sān ('dva'), kar pomeni 'dva vodnjaka'. Druga predlagana etimologija je iz besed Zanata talam ('stičišče') in sān ('dva'), ki se nanašajo na geografski položaj mesta, ki povezuje puščavske regije na jugu z gorskimi regijami na severu.

## Zgodovina

### Prazgodovina
Območja okoli Tlemcena so bila poseljena v neolitskem obdobju, kar dokazuje Gustave-Marie Bleicher leta 1875, ko je v jamah Boudghene odkril polirane sekire.
V regiji so tri pomembna prazgodovinska najdišča: jezero Karar, ki je en kilometer južno od Remchija; skalna zavetja Mouilah, 5 km severno od Maghnije; in nahajališče, imenovano d'Ouzidan, 2 km zahodno od Aïn El Houta. Zavetišča, najdena v Mouilah in Boudghene, kažejo dokaze o dolgih obdobjih predzgodovinskega bivanja ljudi.

### Antika
Leta 17 našega štetja je Tacfarinas vodil Gaetule k uporu proti Rimljanom.
Tlemcen je postal vojaška postojanka starega Rima v 2. stoletju našega štetja pod imenom Pomaria. Takrat je bilo pomembno mesto v severnoafriški sedež rimskokatoliške cerkve, kjer je bilo središče škofije. Njen škof Viktor je bil vidni predstavnik na koncilu v Kartagini (411), njenega škofa Honoratusa pa je leta 484 izgnal vandalski kralj Hunerik, ker je zanikal arijanstvo.
Bil je središče velikega krščanskega prebivalstva več stoletij po arabski osvojitvi mesta leta 708 našega štetja.

### Zgodnje islamsko obdobje
V kasnejšem 8.m in 9. stoletju je mesto postalo kraljestvo Banu Ifran s sufri haridžitsko usmerjenostjo. Ti isti berberski hariji so prav tako začeli razvijati različne majhne saharske oaze in jih povezovati v redne transsaharske karavanske poti, ki so se končale v Tlemcenu, s čimer so začeli proces, ki bo določil zgodovinsko vlogo Tlemcena za skoraj celotno naslednje tisočletje. V poznem 8. stoletju je na mestu nekdanje rimske Pomarije obstajala naselbina z imenom Agadir. Idris I. je tukaj ustanovil kongregacijsko mošejo, Veliko mošejo v Agadirju, okoli leta 790 (ni več obstoječa).
Leta 1081 ali 1082 je almoravidski voditelj Jusuf ibn Tašfin ustanovil mesto Tagrart ('tabor' v berberskem jeziku), zahodno od Agadirja. Zlitje dveh naselij Tagrart in Agadir je sčasoma postalo to, kar je danes Tlemcen. Hkrati z ustanovitvijo Tagrarta je Ibn Tašfin ustanovil kongregacijsko mošejo, danes znano kot Velika mošeja v Tlemcenu, ki jo je leta 1126 razširil njegov sin in naslednik 'Ali Ibn Jusuf. Zraven je zgradil guvernerjevo rezidenco, znano po tem kot Qasr al-Qadim ("Stara palača").
Sredi 12. stoletja je nadzor nad regijo prešel z Almoravidov na Almohadski kalifat. Po osvojitvi je almohadski vladar 'Abd al-Mu'min leta 1145 mesto obdal z obzidjem in zgradil novo citadelo. Vendar pa je v zgodnjem 13. stoletju 'Abdallah ibn Ghaniya poskušal obnoviti nadzor Almoravidov nad Magrebom. Približno leta 1209 so območje okoli Tlemcena opustošile umikajoče se sile Almoravidov, malo pred njihovim končnim porazom od Almohadov v bitki pri Jebel Nafusi leta 1210. Kljub uničenju že tako šibke kmetijske baze Tlemcena je ta postal pomembno trgovsko in upravno središče v regiji pod naslednjo vladavino Almohadov.

### Zajanidsko obdobje
Po koncu vladavine Almohadov v 1230-ih je Tlemcen postal prestolnica ene od treh držav naslednic, zajanidskega kraljestva Tlemcen (1236–1554). Zajanidski vladar Yaghmurasen Ibn Zyan je uspel združiti Agadir in Tagrart v eno mesto in mu dal ime Tlemcen. Sprva je Yagmurasen prebival v Qasr al-Qadimu, vendar je kmalu proti sredini 13. stoletja preselil sedež oblasti v novo citadelo, Mehuar. Mestu so nato stoletja vladali zaporedni zajanidski sultani. V tem obdobju je bilo eno najpomembnejših gospodarskih in kulturnih središč v regiji, poleg drugih političnih prestolnic, kot so Fes, Tunis in Granada. V srednjem veku Tlemcen ni služil le kot trgovsko mesto, ki je povezovalo »obalno« pot čez Magreb s transsaharskimi karavanskimi potmi, temveč je v njem delovalo tudi evropsko trgovsko središče ali funduk, ki je povezal afriške in evropske trgovce. Afriško zlato je prispelo v Tlemcen z juga Sahare skozi Sijilmaso ali Taghazo in prišlo v evropske roke. Posledično je bil Tlemcen delno vključen v evropski finančni sistem. Na primer, genovske menice so tam krožile, vsaj med trgovci, za katere verske prepovedi niso veljale (ali jih niso odvrnile).
Na vrhuncu uspeha v prvi polovici 14. stoletja je bilo Tlemcen mesto z okoli 40.000 prebivalci. V njem je bilo več znanih medres in številne bogate verske fundacije ter je postalo glavno intelektualno središče osrednjega Magreba. Zajanidi so bili prvi, ki so sponzorirali gradnjo medres v tem delu Magreba, med najbolj znanimi v Tlemcenu pa je bila medresa Tashfiniya, ki jo je ustanovil Abu Tashfin I. (vladal 1318–1337).(str.284–290) Na tržnici okoli Velike mošeje so trgovci prodajali volnene tkanine in preproge z vzhoda, sužnje in zlato iz vse Sahare, lokalno lončeno posodo in usnjene izdelke ter različne sredozemske pomorske dobrine, ki so jih v Tlemcen »preusmerili« korzarji – poleg uvoženo evropsko blago, ki je na voljo na funduku. Trgovske hiše s sedežem v Tlemcenu, kot je al-Makkari, so imele redne podružnice v Maliju in Sudanu.
Kasneje v 14. stoletju je mesto dvakrat padlo pod oblast marinidskega sultana Abu al-Hasana Alija (1337–1348) in njegovega sina Abu 'Inana. Obakrat so Marinidi ugotovili, da ne morejo zadržati regije pred lokalnim odporom. Kljub temu se zdi, da so te epizode zaznamovale začetek konca. V naslednjih dveh stoletjih je bil zajanidski Tlemcen s prekinitvami vazal Ifriqiye (takrat je vladala dinastija Hafsid), Maghrib al-Aqsa (takrat je vladala dinastija Marinid) ali Aragonije. Ko so Španci leta 1509 Zajanidom odvzeli mesto Oran, je nenehen pritisk Berberov spodbudil Špance, da so leta 1543 poskušali izvesti protinapad na Tlemcen, kar je papeštvo označilo za križarsko vojno. Španci niso uspeli zavzeti mesta v prvem napadu, čeprav je strateška ranljivost Tlemcena povzročila, da se je teža kraljestva preusmerila proti varnejšemu in močneje utrjenemu korzarskemu oporišču v Alžiru.
Vladarju Tlemcena naj bi svetoval judovski podkralj po imenu Abraham, ki je v času inkvizicije Torquemada odprl vrata Tlemcena judovskim in muslimanskim beguncem, ki so bežali iz Španije. Abraham naj bi jih podpiral z lastnim denarjem in s strpnostjo tlemcenskega kralja.

### Kasnejša leta
Leta 1551 je Tlemcen po Tlemcenskem pohodu prišel pod osmansko oblast. Tlemcen in alžirske province so leta 1671 ponovno pridobile dejansko neodvisnost v svojih zadevah, čeprav Tlemcen ni bil več vladni sedež kot prej. Španci so bili leta 1792 izseljeni iz Orana, a trideset let pozneje so jih nadomestili Francozi, ki so zavzeli Alžir. Francoska flota je leta 1830 bombardirala Alžir, ko je država kapitulirala pred francosko kolonialno oblastjo; široka koalicija domorodcev se je še naprej upirala, ohlapno usklajena v Tlemcenu.
Tlemcen je bil počitniško mesto in zatočišče za francoske naseljence v Alžiriji, ki se jim je zdela veliko bolj zmerna kot Oran ali Alžir. Mesto se je prilagodilo in postalo bolj svetovljansko, z edinstvenim pogledom na umetnost in kulturo, njegova arhitektura in urbano življenje pa sta se razvila, da bi se prilagodila temu novemu občutku. V gibanjih za neodvisnost sredi 20. stoletja je bilo razmeroma tiho, kar je odražalo občutek odmaknjenosti mesta od turbulenc v Alžiru. Leta 1943 je bil Tlemcen komaj kaj več kot postajališče železnice. 13. januarja sta se britanska in ameriška železniška patrulja zapletla v spopad z umikajočimi se enotami Afriškega korpusa. Medtem ko je ameriška vojska marširala proti vzhodu od svojih maroških pristanišč, se je britanska 8. armada odpeljala proti zahodu in Nemce prisilila v evakuacijski žep v Tunisu. Med letoma 1942–1943, preden se je odpravil v Italijo, je sanitetni korpus ameriške vojske ustanovil dve stalni bolnišnici v Tlemcenu: 9. evakuacijska (kot postaja), 12.–26. december 1942. Sedemsto petdeset postelj in 32. postaja, 28. februar – 28. november 1943. , 500 postelj.
Najpomembnejši kraj romanja vseh ver v Tlemcen je bilo judovsko pokopališče na obrobju mesta. Kljub verskim svoboščinam njihova skupnost v 20. stoletju nikoli ni štela več kot 5000–6000, od leta 1881 pa so bili v veljavi diskriminatorni zakoni. Po osamosvojitvi Alžirije leta 1962 se je večina majhnega judovskega prebivalstva evakuirala v metropolitansko Francijo. Berberska plemena so v zgodovini izpovedovala judovstvo. V kolonialnem obdobju so služili v francoski vojski. Francoski Judje iz Alliance Israélite Universelle so plačali lokalno judovsko šolo, ki je bila zaprta leta 1934, morda zaradi vzpona fašizma. Leta 2009 so jordanski viri poročali, da namerava alžirska vlada obnoviti poškodovane judovske grobnice na zgodovinskem pokopališču.

## Geografija
Ozemlje občine Tlemcen je v središču njene vilaje. Je 141 km jugozahodno od Orana, 547 km zahodno od Alžira, 310 km severno od Aïn Sefra7, 91 km od Sidi Bel Abbèsa in 569 km od Bécharja.
Tlemcen obkrožajo gore Tlemcen, na zadnjih planotah Južne Oran Meste in je obrnjen proti morju, ki ga je mogoče videti 50 km stran skozi vrzel, ki jo je naredila Tafna v obalnem območju Trare.
Mesto, ustanovljeno na apnenčasti planoti na nadmorski višini 800 m, lepo leži južno od skalnatega rta Lalla Setti, stisnjenega med vasema El Eubbad na vzhodu in Mansourah na zahodu.
Mesto obvladuje visoko ravnino Tlemcen, ki se razprostira ob njegovem vznožju, njegovo obzorje pa obdaja masiv Traras. Gleda na ravnice Hennaya na severu in Maghnia na zahodu, ki sestavljata obsežno ozemlje Ḥawz, ki ga namakata Tafna, in vadi Isser ter njuni pritoki. Poleg tega številni izviri, ki padajo z masiva, omogočajo regiji oljčne nasade, velike in male nasade, vinograde, gozdove in pašnike.
Tlemcen ima vroče poletno sredozemsko podnebje (Köppenova podnebna klasifikacija Csa).

## Demografija
Prebivalstvo Tlemcena je razdeljeno med Hadarje (srednji razred, potomci Mavrov) in Kouloughlije (potomce Turkov in Berberk).

## Kultura
Zaradi stoletja bogate zgodovine in kulture je mesto postalo središče edinstvene mešanice glasbe in umetnosti. Zaradi tekstila in obrti, elegantne mešanice berberske in andaluzijske kulture ter hladnega podnebja v gorah je postalo pomembno središče turizma v Alžiriji. Tu je čudovita grobnica – grobnica Sidija Boumédièna, čigar grobnica meji na mošejo. Velika mošeja v Tlemcenu je bila dokončana leta 1136 in naj bi bila najimenitnejši preostali primer almoravidske arhitekture.